# FJ Fury
North American FJ Fury a fost primul avion cu reacție operațional în serviciul Marinei Statelor Unite. Ordonat în 1944 ca XFJ-1 în competiție cu propunerile de la Douglas și Vought, avionul FJ Fury a început cu aripi drepte, angrenaj triciclu cu un singur motor turboreactor trecând în fuzelaj. Aripa, ampenajul și bolta semănau puternic cu avionul P-51 Mustang propulsat de piston, avionul de vânătoare de mare succes al companiei North American. Proiectarea a fost de asemenea baza pentru prototipul XP-86 a avionului de vânătoare F-86 Sabre. 